# Kitahara Kenji
Kenji Kitahara (sinh ngày 10 tháng 5 năm 1976) là một cầu thủ bóng đá người Nhật Bản.

## Sự nghiệp câu lạc bộ
Kenji Kitahara đã từng chơi cho Omiya Ardija và Mito HollyHock.